# Slunéčko třináctitečné
Slunéčko třináctitečné (Hippodamia tredecimpunctata) je druh brouka z čeledi slunéčkovití.

## Popis
Délka těla slunéčka třináctitečného se pohybuje v rozmezí 4,5–6,5 mm. Krovky jsou oranžovočervené s 13 skvrnami, tyto skvrny mohou někdy splývat nebo naopak chybí. Hlava je černá s bílou skvrnou trojúhelníkovitého tvaru. Pronotum je černé s velkými bílými skvrnami po stranách, v kterých je černá tečka. Larva je tmavě šedá s žlutobílými hrbolky. Kukla je rovněž tmavě šedá se žlutými skvrnami.

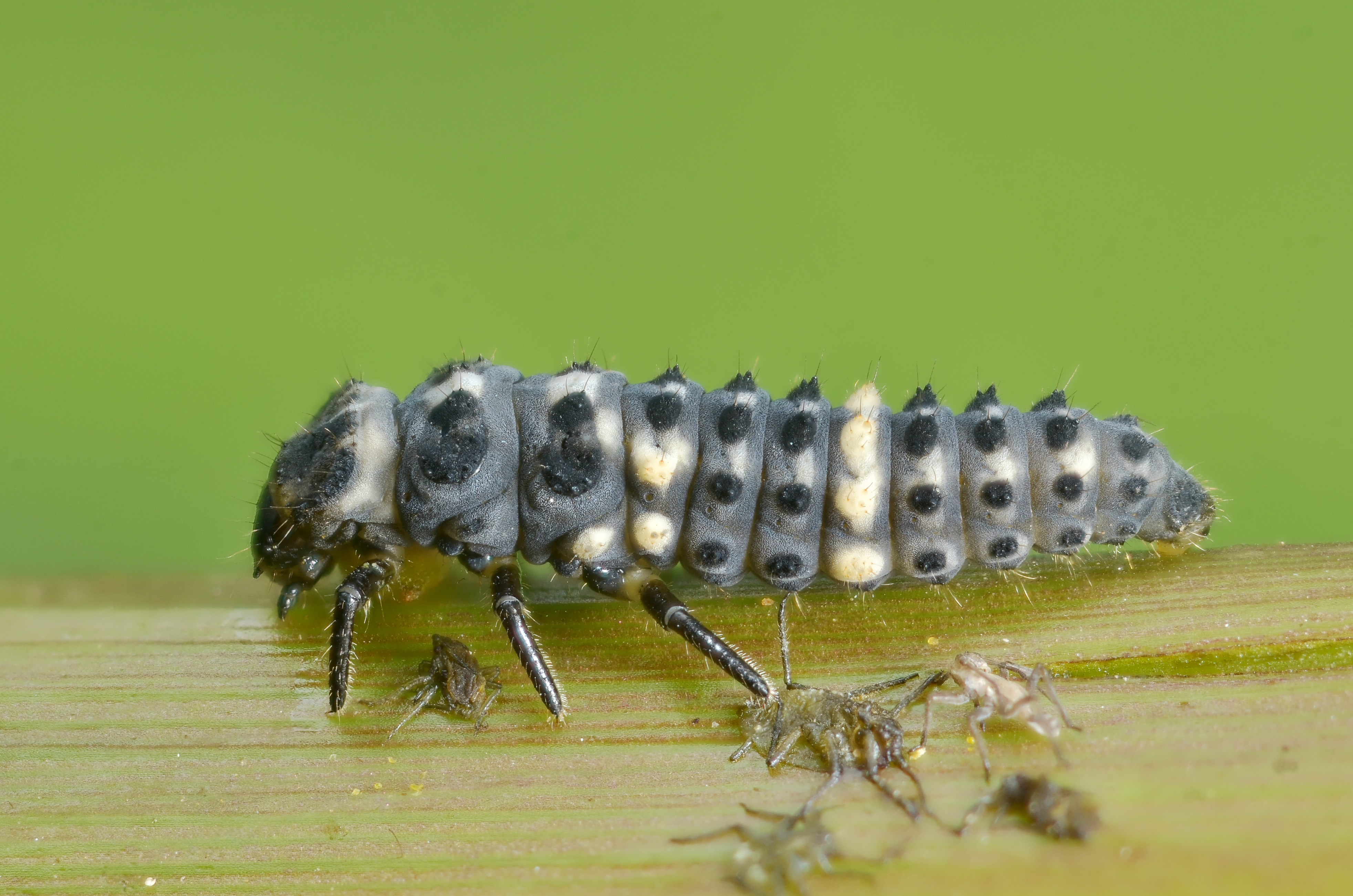
Larva
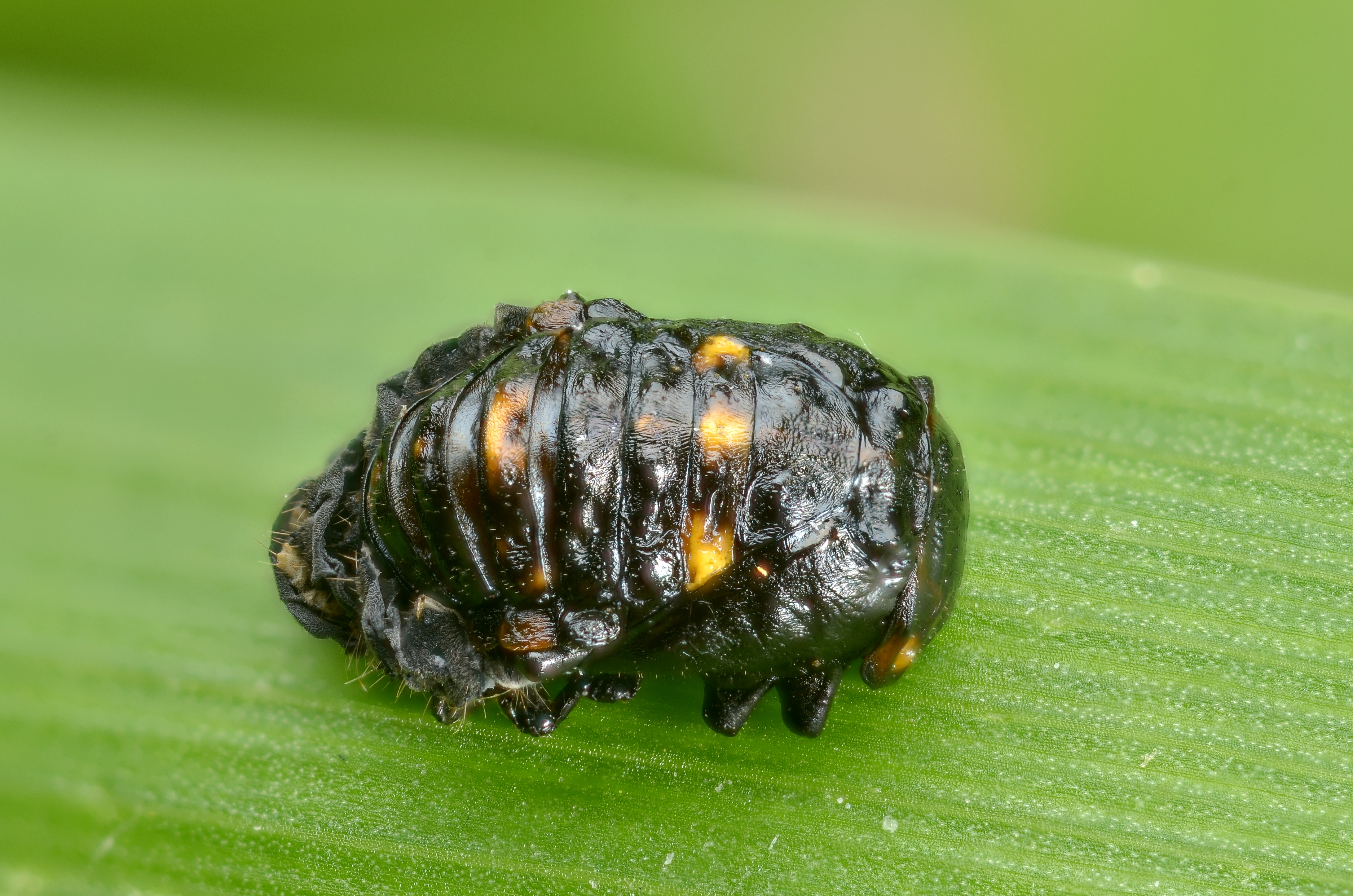
Kukla

## Rozšíření
Slunéčko třináctitečné je holarktický druh, ve střední Evropě je hojný. Preferuje vlhká stanoviště, jako například vlhké louky nebo břehy vod, a to zejména v nižších polohách.

## Potrava
Stejně jako další druhy z čeledi slunéčkovití se slunéčko čtrnáctitečné živí mšicemi.

## Poddruhy
Slunéčko třináctitečné má 2 uznávané poddruhy:
- Hippodamia tredecimpunctata ssp. tibialis
- Hippodamia tredecimpunctata ssp. tredecimpunctata – nominátní poddruh